# Palazzi dei Rolli
De Palazzi dei Rolli (Nederlands: Paleizen op de Lijsten) zijn een groep van renaissance en barokke paleizen in de Italiaanse havenstad Genua die, in de 16e en 17e eeuw, waren gekoppeld aan een bepaald systeem van 'publiek verblijf' in de private woningbouw voor Inkomende staatsbezoeken, zoals verordend door de Senaat van de Republiek Genua in 1576.
Sommige paleizen staan, samen met de Le Strade Nuove, op de werelderfgoedlijst van UNESCO. De inschrijving omvat 42 gebouwen. Daarnaast zijn er nog 73 Palazzi dei Rolli die nog steeds hun oorspronkelijke architectonische structuur behouden maar zijn niet opgenomen op de Werelderfgoedlijst van UNESCO.
In 2007 werd een plaquette onthuld aan het begin van de Via Garibaldi met een inscriptie van de reden van opname op de werelderfgoedlijst:
The largest homes, various in shape and distribution, that were chosen at random in the lists (rolli) to host visits of state. The buildings, often built on sloping land, formed of a stepped atrium - courtyard - staircase - garden and rich interior decorations, express a singular social and economic identity and commencement of modern age urban architecture in Europe.

## Palazzi dei Rolliopgenomen op de UNESCO Werelderfgoedlijst
Tweeënveertig Palazzi dei Rolli zijn opgenomen op de UNESCO Werelderfgoedlijst.
| N. | Afbeelding | Palazzo                                                  | Locatie                      | Eerste bewoner                           | Rollo (lijst) | Rollo (lijst) | Rollo (lijst) | Rollo (lijst) | Rollo (lijst) |
| N. | Afbeelding | Palazzo                                                  | Locatie                      | Eerste bewoner                           | 1576          | 1588          | 1599          | 1614          | 1664          |
| -- | ---------- | -------------------------------------------------------- | ---------------------------- | ---------------------------------------- | ------------- | ------------- | ------------- | ------------- | ------------- |
| 1  |            | Palazzo Doria-Spinola                                    | largo Lanfranco, 1           | Antonio Doria                            | -             | 1             | 1             | 1             | 3             |
| 2  |            | Palazzo Clemente Della Rovere                            | piazza Rovere, 1             | Clemente Della Rovere                    | -             | 2             | 1             | 1             | 1             |
| 3  |            | Palazzo Giorgio Spinola                                  | salita S. Caterina, 4        | Giorgio Spinola                          | -             | 3             | 3             | -             | 1             |
| 4  |            | Palazzo Tommaso Spinola                                  | salita S. Caterina, 3        | Tommaso Spinola                          | -             | -             | -             | -             | 3             |
| 5  |            | Palazzo Giacomo Spinola                                  | piazza Fontane Marose, 6     | Giacomo Spinola                          | 2             | 3             | 2             | 1             | 3             |
| 6  |            | Palazzo Ayrolo Negrone                                   | piazza Fontane Marose, 3-4   | Agostino Ayrolo                          | -/-           | 3/3           | 3/3           | 2/-           | -/3           |
| 7  |            | Palazzo Paolo Battista e Niccolò Interiano               | piazza Fontane Marose, 2     | Paolo e Nicolò Interiano                 | 1             | 2             | 1             | 1             | 3             |
| 8  |            | Palazzo Pallavicini-Cambiaso                             | via Giuseppe Garibaldi, 1    | Agostino Pallavicini                     | 1             | 2             | 1             | 1             | 1             |
| 9  |            | Palazzo Pantaleo Spinola                                 | via Giuseppe Garibaldi, 2    | Pantaleo Spinola                         | 1             | 2             | 1             | 1             | 2             |
| 10 |            | Palazzo Lercari-Parodi                                   | via Giuseppe Garibaldi, 3    | Franco Lercari                           | 1             | 1             | 1             | 1             | 1             |
| 11 |            | Palazzo Carrega-Cataldi                                  | via Giuseppe Garibaldi, 4    | Thobia Pallavicini                       | 1             | 2             | 1             | 1             | 1             |
| 12 |            | Palazzo Angelo Giovanni Spinola                          | via Giuseppe Garibaldi 5     | Angelo Giovanni Spinola                  | 1             | 2             | 1             | 1             | 1             |
| 13 |            | Palazzo Doria (Genova) o Gio Battista Spinola            | via Giuseppe Garibaldi, 6    | Gio Battista Spinola                     | 1             | 2             | 1             | 1             | 1             |
| 14 |            | Palazzo Podestà                                          | via Giuseppe Garibaldi, 7    | Nicolosio Lomellini                      | 1             | 2             | 2             | 1             | 1             |
| 15 |            | Palazzo Cattaneo-Adorno                                  | via Giuseppe Garibaldi, 8-10 | Lazzaro e Giacomo Spinola                | 1             | 2             | 2             | 1             | 1             |
| 16 |            | Palazzo Doria-Tursi                                      | via Giuseppe Garibaldi, 9    | Nicolò Grimaldi                          | 1             | 1             | -             | 1             | -             |
| 17 |            | Palazzo Baldassarre Lomellini                            | via Giuseppe Garibaldi 12    | Baldassarre Lomellini                    | 1             | 2             | 1             | 1             | 2             |
| 18 |            | Palazzo Bianco                                           | via Giuseppe Garibaldi, 11   | Luca Grimaldi                            | 2             | 2             | 1             | 1             | 1             |
| 19 |            | Palazzo Rosso                                            | via Giuseppe Garibaldi 18    | Rodolfo e Francesco Brignole Sale        | ?             | ?             | ?             | ?             | ?             |
| 20 |            | Palazzo Gerolamo Grimaldi                                | Gerolamo Grimaldi            | salita S. Francesco, 4                   | -             | 2             | 1             | 1             | 1             |
| 21 |            | Palazzo Gio Carlo Brignole                               | piazza Meridiana, 2          | Gio Carlo Brignole                       | -             | -             | -             | -             | 3             |
| 22 |            | Palazzo Bartolomeo Lomellini                             | largo Zecca, 4               | Bartolomeo Lomellini                     | -             | 2             | 1             | -             | 1             |
| 23 |            | Palazzo Lomellini-Doria Lamba                            | via Cairoli, 18              | Stefano Lomellini                        | -             | 3             | 4             | 1             | 4             |
| 24 |            | Palazzo Giacomo Lomellini (con Palazzo De Marini-Spinola | largo Zecca, 2               | Giacomo Lomellini (e Cattaneo De Marini) | -/(-)         | 3/(-)         | 3/(-)         | 2/(1)         | 2/(2)         |
| 25 |            | Palazzo Belimbau                                         | piazza della Nunziata, 2     | Antoniotto Cattaneo                      | -             | 3             | 1             | 1             | 1             |
| 26 |            | Palazzo Durazzo-Pallavicini                              | via Balbi,1                  | G. Agostino Balbi                        | -             | 3             | 1             | 1             | 1             |
| 27 |            | Palazzo Gio Francesco Balbi                              | via Balbi, 2                 | Gio Francesco Balbi                      | 3             | -             | 2             | -             | 1             |
| 28 |            | Palazzo Balbi-Senarega                                   | via Balbi, 4                 | Giacomo e Pantaleo Balbi                 | -             | -             | -             | -             | 1             |
| 29 |            | Palazzo Francesco Maria Balbi Piovera                    | via Balbi, 6                 | Francesco Balbi Piovera                  | -             | -             | -             | -             | 2             |
| 30 |            | Palazzo Reale                                            | via Balbi, 10                | Stefano Balbi                            | -             | -             | -             | -             | 2             |
| 31 |            | Palazzo Cosma Centurione                                 | via Lomellini, 8             | Cosma Centurione                         | -             | -             | 3             | 2             | 2             |
| 32 |            | Palazzo Giorgio Centurione                               | via Lomellini, 5             | Giorgio Centurione                       | -             | -             | 2             | 1             | -             |
| 33 |            | Palazzo Gio Battista Centurione                          | piazza Fossatello, 3         | Gio Battista Centurione                  | -             | -             | -             | -             | 2             |
| 34 |            | Palazzo Cipriano Pallavicini                             | piazza Fossatello, 2         | Cipriano Pallavicini                     | -             | -             | 3             | 1             | -             |
| 35 |            | Palazzo Nicolò Spinola di San Luca                       | via S. Luca, 14              | Nicolò Spinola                           | -             | 3             | 3             | -             | -             |
| 36 |            | Palazzo Spinola di Pellicceria                           | piazza Pellicceria, 1        | Francesco Grimaldi                       | -             | -             | 1             | 1             | 4             |
| 37 |            | Palazzo Gio Battista Grimaldi                            | vico S. Luca, 4              | Gio Battista Grimaldi                    | 2             | 3             | 3             | 2             | 2             |
| 38 |            | Palazzo Gio Battista Grimaldi                            | piazza S. Luca, 2            | Gio Battista Grimaldi                    | 1             | 3             | 3             | 2             | -             |
| 39 |            | Palazzo Stefano De Mari                                  | via S. Luca, 5               | Stefano De Mari                          | -             | 3             | 2             | 1             | 3             |
| 40 |            | Palazzo Ambrogio Di Negro                                | via S. Luca, 2               | Ambrogio Di Negro                        | 1             | 2             | 1             | 1             | 3             |
| 41 |            | Palazzo Emanuele Filiberto Di Negro                      | via al Ponte Reale, 2        | Emanuele Filiberto Di Negro              | 2             | -             | -             | 2             | 3             |
| 42 |            | Palazzo De Marini-Croce                                  | piazza De Marini, 1          | Croce De Marini                          | -             | -             | 3             | -             | 2             |

## Palazzi dei Rolliniet opgenomen op de UNESCO Werelderfgoedlijst
Drieënzeventig Palazzi dei Rolli behouden nog steeds hun oorspronkelijke architectonische structuur maar zijn niet opgenomen op de Werelderfgoedlijst van UNESCO:
|    | Eerst bewoner                     | Locatie                           | Palazzo                                      | Afbeelding |
| -- | --------------------------------- | --------------------------------- | -------------------------------------------- | ---------- |
| 1  | Ottavio Imperiale                 | Piazza Campetto, 2, Genoa         | Palazzo Ottavio Imperiale                    |            |
| 2  | Gio. Vincenzo Imperiale           | Piazza Campetto 8A                | Palazzo Gio Vincenzo Imperiale               |            |
| 3  |                                   | Largo G. A. Sanguineti 11         | Palazzo Senarega-Zoagli                      |            |
| 4  |                                   | Piazza Cattaneo 26                | Palazzo Cattaneo Della Volta                 |            |
| 5  | Giulio Pallavicini                | Piazza De Ferrari 2               | Palazzo Giulio Pallavicini                   |            |
| 6  | Agostino Spinola                  | Piazza De Ferrari 3               | Palazzo Agostino Spinola                     |            |
| 7  | Pietro Durazzo                    | Piazza De Marini 4                | Palazzo Pietro Durazzo                       |            |
| 8  | Nicolò Lomellini                  | Piazza della Nunziata 5           | Palazzo Nicolò Lomellini                     |            |
| 9  | Cristoforo Spinola                | Piazza della Nunziata 6           | Palazzo Cristoforo Spinola                   |            |
| 10 | Bernardo e Giuseppe De Franchi    | Piazza della Posta Vecchia 2      | Palazzo Bernardo e Giuseppe De Franchi       |            |
| 11 | Agostino De Franchi               | Piazza della Posta Vecchia 3      | Palazzo Agostino De Franchi                  |            |
| 12 | Domenico Grillo                   | Piazza delle Vigne 4              | Palazzo Domenico Grillo                      |            |
| 13 |                                   | Piazza delle Vigne 6              | Palazzo Agostino Doria                       |            |
| 14 | Pietro Spinola                    | Piazza di Pellicceria 3           | Palazzo Pietro Spinola di San Luca           |            |
| 15 | Giulio Sale                       | Piazza Embriaci 5                 | Palazzo Giulio Sale                          |            |
| 16 |                                   | Piazza Fontane Marose 1           | Palazzo Spinola di Luccoli-Balestrino        |            |
| 17 | Marc'Antonio Giustiniani          | Piazza Giustiniani 6              | Palazzo Marcantonio Giustiniani              |            |
| 18 | Lorenzo Cattaneo                  | Piazza Grillo Cattaneo 1          | Palazzo Lorenzo Cattaneo                     |            |
| 19 | Lazzaro Grimaldi                  | Piazza Inferiore di Pellicceria 1 | Palazzo Lazzaro Grimaldi                     |            |
| 20 |                                   | Piazza Luccoli 2                  | Palazzo De Mari                              |            |
| 21 |                                   | Piazza Pinelli 2                  | Palazzo Pinelli-Parodi                       |            |
| 22 | Agostino e Giacomo Salvago        | Piazza San Bernardo 26            | Palazzo Salvaghi                             |            |
| 23 | Paolo De Benedetti                | Piazza San Donato 21              | Palazzo Paolo De Benedetti                   |            |
| 24 |                                   | Piazza San Giorgio 32             | Palazzo Basadonne                            |            |
| 25 | Giorgio Doria                     | Piazza San Matteo 14              | Palazzo Giorgio Doria                        |            |
| 26 | Marc'Aurelio Rebuffo              | Piazza Santa Sabina 2             | Palazzo Marc'Aurelio Rebuffo                 |            |
| 27 | Antonio Sauli                     | Piazza Sauli 3                    | Palazzo Antonio Sauli                        |            |
| 28 | Gio. Batta Senarega               | Piazza Senarega 1                 | Palazzo Gio Batta Senarega                   |            |
| 29 |                                   | Salita di San Matteo 19           | Palazzo Doria-Danovaro                       |            |
| 30 |                                   | Salita di Santa Caterina 1        | Palazzo Spinola di Luccoli-Cervetto          |            |
| 31 | Luciano Spinola                   | Salita di Santa Caterina 2        | Palazzo Luciano Spinola di Luccoli           |            |
| 32 |                                   | Salita di Santa Caterina 5        | Palazzo Spinola-Celesia                      |            |
| 33 | Agostino e Benedetto Viale        | Salita Pollaioli 12               | Palazzo Agostino e Benedetto Viale           |            |
| 34 |                                   | Via A. Gramsci 3                  | Palazzo Lomellini-Serra                      |            |
| 35 |                                   | Via al Ponte Calvi 3              | Palazzo Pallavicini-Fabiani                  |            |
| 36 |                                   | Via al Ponte Reale 1              | Palazzo Adorno                               |            |
| 37 | Gio. Andrea Cicala                | Via Canneto il Lungo 17           | Palazzo Gio Andrea Cicala                    |            |
| 38 | Agostino Calvi Saluzzo            | Via Canneto il Lungo 21           | Palazzo Agostino Calvi Saluzzo               |            |
| 39 |                                   | Via Canneto il Lungo 27           | Palazzo Fieschi-Crosa di Vergagni            |            |
| 40 |                                   | Via Canneto il Lungo 6            | Palazzo De Franchi-Pittaluga                 |            |
| 41 | Gio. Battista Saluzzo             | Via Chiabrera 7                   | Palazzo Gio Battista Saluzzo                 |            |
| 42 |                                   | Via David Chiossone 14            | Palazzo Doria-Serra                          |            |
| 43 |                                   | Via David Chiossone 4             | Palazzo Grimaldi                             |            |
| 44 |                                   | Via degli Orefici 7               | Palazzo Lercari-Spinola                      |            |
| 45 | Vincenzo Giustiniani Banca        | Via dei Giustiniani 11            | Palazzo Vincenzo Giustiniani Banca           |            |
| 46 | Gaspare Basadonne                 | Via dei Giustiniani 3             | Palazzo Gaspare Basadonne                    |            |
| 47 | Bartolomeo Invrea                 | Via del Campo 10                  | Palazzo Bartolomeo Invrea                    |            |
| 48 |                                   | Via del Campo 12                  | Palazzo Durazzo-Cattaneo Adorno              |            |
| 49 | Antonio Doria Invrea              | Via del Campo 9                   | Palazzo Antonio Doria Invrea                 |            |
| 50 | Francesco Borsotto                | Via della Maddalena 29            | Palazzo Francesco Borsotto                   |            |
| 51 | Jacopo Spinola                    | Via della Posta Vecchia 16        | Palazzo Jacopo Spinola                       |            |
| 52 |                                   | Via Luccoli 22                    | Palazzo Tommaso Franzone                     |            |
| 53 | Daniele Spinola                   | Via Luccoli 23                    | Palazzo Spinola Franzone                     |            |
| 54 | Filippo Lomellini                 | Via Paolo Emilio Bensa 1          | Palazzo Filippo Lomellini                    |            |
| 55 | Marc'Antonio Sauli                | Via San Bernardo 19               | Palazzo Marcantonio Sauli                    |            |
| 56 |                                   | Via San Bernardo 21               | Palazzo Alessandro Giustiniani               |            |
| 57 | Bendinelli Sauli                  | Via San Lorenzo 12                | Palazzo Bendinelli Sauli                     |            |
| 58 | Sinibaldo Fieschi                 | Via San Lorenzo 17                | Palazzo Sinibaldo Fieschi                    |            |
| 59 | Orazio e G. Fran.co De Franceschi | Via San Lorenzo 19                | Palazzo Orazio e Gio Francesco De Franceschi |            |
| 60 | Giovanni Battista Centurione      | Via San Lorenzo 5                 | Palazzo Centurione-Gavotti                   |            |
| 61 |                                   | Via San Lorenzo 8                 | Palazzo Durazzo-Zoagli                       |            |
| 62 |                                   | Via San Luca 4                    | Palazzo Spinola di San Luca-Gentile          |            |
| 63 |                                   | Via San Luca 6                    | Palazzo Spinola di San Luca                  |            |
| 64 | Gerolamo Pallavicini              | Via XXV Aprile 12                 | Palazzo Gerolamo Pallavicini                 |            |
| 65 | Giovanni Garibaldi                | Vico Carmagnola 7                 | Palazzo Giovanni Garibaldi                   |            |
| 66 |                                   | Vico dei Ragazzi 6                | Palazzo Sauli                                |            |
| 67 |                                   | Vico del Fieno 2                  | Palazzo Chiavari-Calcagno                    |            |
| 68 | Brancaleone Grillo                | Vico Delle Mele 6                 | Palazzo Brancaleone Grillo                   |            |
| 69 |                                   | Vico Falamonica 1                 | Palazzo Doria-Centurione                     |            |
| 70 | Nicola Grimaldi                   | Vico San Luca 2                   | Palazzo Nicola Grimaldi                      |            |
| 71 |                                   | Vico Scuole Pie 1                 | Palazzo Cicala-Raggio                        |            |
| 72 |                                   | Via Lomellini 15                  | Palazzo Lomellini-Dodero                     |            |
| 73 | Carlo Leopoldo Doria              | Piazza De Ferrari 4               | Palazzo Doria De Fornari                     |            |